# Eustace Chapuys
Eustace Chapuys (1490/92. – 1556.) bio je profinjen odvjetnik iz Savoje, čovjek izuzetnih sposobnosti. Poznat je po svojoj diplomatskoj misiji kao španjolski veleposlanik u Engleskoj u burno doba Henrika VIII.

## Pobornik Katarine Aragonske[1]
Ujesen 1529. došao je kao novi veleposlanik Španjolske u Englesku. Nije se bojao reći što misli, bio je odan svom caru i onima koji su bili u vezi s njim. Bio je dobro obaviješten o tome kako se postupa prema Katarini Aragonskoj. Zato je bio spreman za svoju zadaću čim je stigao u London. Pošto je upoznao kraljicu, ubrzo joj se počeo diviti i poštovati te. Chapuys joj je postao iskreno privržen.
Od samog početka Chapuys je svoje dužnosti obavljao s mnogo većom predanošću od svojih prethodnika. Prvobitan cilj je bio pokušati pomiriti kralja Henrika s kraljicom Katarinom, potičući među njima "nježnost i prijateljstvo". No bilo je samo pitanje vremena kada će Chapuys nadmašiti te upute i postati stalan trn u oku Henrika VIII. Nije vjerovao nikomu od kraljevih dvorjana i savjetnika te je prezirao stranku Ane Boleyn, koja se bojala njegova utjecaja. To je neprijateljstvo bilo obostrano.
Neki su smatrali Chapuysa lažljivcem, brbljavcem i laskavcem kojemu su strane bile istina i poštenje.

Do listopada 1529. Chapuys je upoznao kralja, kraljicu, kardinala Wolseyja i Vijeće te procijenio situaciju u Engleskoj te rekao caru Karlu V.:
"Ovdje Dama ima svu moć, a kraljica neće imati mira sve dok se njezin slučaj ne sasluša i razriješi u Rimu."
Tijekom 1530. car Karlo V. je natjerao papu Klementa VII. da proglasi "sveto pravo kraljice" i zatražio od njega da zapovijedi Henriku VIII. da se raziđe s Anom Boleyn dok se ne donese presuda o njegovom braku s Katarinom. U kolovozu 1530. godine Karlo V. je posebno ovlastio Chapuysa kako bi djelovao u ime kraljice Katarine. To je tom neumornom veleposlaniku dalo slobodu koja mu je bila potrebna: od tog trenutka bit će još revniji u radu na kraljičinu slučaju. Katarini se on svidio i vjerovala mu je bezuvjetno. Ti njezini topli osjećaji su joj bili uzvraćeni.

Godinama poslije, pošto je otišao u mirovinu (1545. godine), Chapuys će je se sjećati kao:
"najčestitije i najsrčanije žene koju sam ikad upoznao, no olako je vjerovala da su i drugi ljudi poput nje. Usto, nije htjela činiti mala iz kojih je moglo izići mnogo veće dobro."
Referira se na Katarinino odbijanje carske invazije na Englesku koja se, u njezino ime, trebala izvesti tijekom 1530. godine. Chapuys ju je neprestano pokušavao uvjeriti kako je vojna intervencija jedini način da se stane na kraj njezinim nevoljama. Međutim, ona je bila previše odana Henriku kojega je smatrala svojim suprugom. To je njezino stajalište ogorčilo i naljutilo Chapuysa, no zbog toga ju je još više cijenio.

## Kraljeva "velika stvar"
Kao veleposlanik je Chapuys bio stalno prisutna ličnost na Henrikovom dvoru. Zato je ostao kao vrijedan kroničar njegovog vremena koji je pratio uspona i padove njegovoga odnosa s Anom Boleyn te odnose među plemićima na dvoru.

### Kardinal Wolsey
Prema Chapuysevom mišljenju, Wolsey se nadao da će se vratiti na svoj stari položaj jednom kad "velika stvar" bude završena, a to će biti gotovo samo ako se riješi u Katarininu korist. Kad se makne Ana Boleyn i sa zahvalnom kraljicom Katarinom koja će upotrijebiti svoj utjecaj na skrušenog supruga, bit će mu otvoren put. Međutim, Wolsey je, kao i mnogi drugi, podcijenio snagu kraljevih osjećaja prema Ani Boleyn. Ta pogrešna procjena u ovom će slučaju biti kobna.
Wolsey je imao naviku podcjenjivati žensku inteligenciju, tako da nije bio svjestan da je u Ani imao zakletu neprijateljicu sve dok nije bilo prekasno. U vrijeme kada je bio uhićen, već je bio teško bolestan te umro.

### Ana Boleyn
Na početku 1531. godine Chapuys izvještava o ponašanju Ane Boleyn nakon kardinalove smrti:
"Iz dana u dan sve je bahatija, kralju se obraća autoritativnim riječima, na što se on nekoliko puta požalio vojvodi od Norfolka rekavši mu kako se ne ponaša poput kraljice, koja nikad u životu nije tako razgovarala s njim."
Anino se stajalište prema kraljici Katarini do siječnja 1531. godine srozalo na golu mržnju. Chapuys je o tome zapisao:
"Gospođa Ana hrabrija je od lava... Rekla je jednoj dami iz kraljičine pratnje kako želi se svi Španjolci utope u moru. Dama joj je rekla da su te riječi vrlo uvredljive za kraljicu, a ona joj je uzvratila da joj uopće nije stalo do kraljice i da bi je radila vidjela na vješalima nego da je prizna za svoju gospodaricu."

### Raskol s Rimom
Chapuys je smatrao da je papina "plašljivost i prijetvornost" bila ono što je Henrika navelo da raskine s Rimom i tako napravi veliku štetu Katoličkoj crkvi kojoj se čitav život divio i za koju se zalagao u polemikama protiv Martina Luthera. Opisivao je Anino oduševljenje i podupiranje crkvene reforme.

U lipnju 1532. godine Henrik je priopćio Chapuys da se što prije želi oženiti Anom Boleyn i da će sve svadbene svečanosti biti obavljene na "najsvečaniji način". Međutim, čekao je s time još neko vrijeme. Ana je bilo izrazito nepopularna, što je zapisao i sam Chapuys:
"Damu mrzi cijeli svijet."
Chapuys je tijekom svog mandata u Engleskoj, promatrajući sve kobne događaje i masovna pogubljenja, više puta istaknuo kako se boji za Katarinu Aragonsku i njezinu kćer Mariju. Zbog njihovog protivljenja kraljevim novim zakonima, mogle su lako završiti u zatvoru, ako ne i na gubilištu.

## Jane Seymour
Istog dana kada je Ana Boleyn bila pogubljena, kralj je svom Vijeću objavio svoju namjeru da se zaruči s Jane Seymour. To je bila ugodna vijest onima koji su bili skloni caru i koji su gorljivo podupirali savez s Carstvom zbog prednosti koje je to donosilo u trgovačkim odnosima s Europom.
Iako su buduću kraljicu rijetko viđali u javnosti, priče o njezinu kreposnu ponašanju tijekom kraljeva udvaranja širile su se u javnosti i bile dočekane s odobravanjem. Chapuys, koji je bio cinik, smatrao je da je ta krepost imala skrivene motive. Privatno je mislio kako je malo vjerojatno da je Jane dočekala svoju 25. godinu nevina jer je bila "Engleskinja koja je toliko dugo provela" na kraljevskom dvoru, mjesto na kojem nemoral cvate. Ipak, prepostavio da vjerojatan nedostatak Janeine čednosti kralja neće previše zabrinjavati "jer se može njome oženiti kao djevojkom, a ako se poželi rastati, naće će se dovoljno svjedoka koji će biti spremni tvrditi da nije bila nevina". Međutim, smatrao je kako je Jane bila posve solidno opremljena svim osobinama koje treba imati supruga. No, prema njemu, nije bila previše pametna niti domišljata, već je "dobro shvaćala". Bojao se da će, jednom kada se navikne na status kraljice, zaboraviti na svoje dobre namjere prema Katarininoj kćeri Mariji, no njegovi su se strahovi pokazali neutemeljenima. Jane je bila odana svojim pobornicima te je nastojala smanjiti jaz između Henrika i njegove najstarije kćeri. 
Nakon proglašenja Jane novom kraljicom Engleske, kralj je osobno doveo Chapuysa u njezine službene odaje kako bi ga predstavio. Time je bio prvi veleposlanik kojeg je Jane tijekom svog kraljevanja primila. Poljubio joj je ruku, čestitao na braku te dodao da će moto njezine prethodnice, Ane Boleyn, "Najsretnija žena" Jane nedvojbeno ostvariti. Siguran je, tvrdio je Chapuys, da će se i car radovati tomu što je tako kreposna i draga kraljica sjela na prijestolje. Jane mu je obećala kako će nastaviti biti sklona Mariji. Chapuys joj je odgovorio da je u Mariji stekla dragocjenu kćer koja će joj biti bolja od vlastite djece koju će imati s Henrikom.  
Poslije tog susreta Chapuys je morao revidirati svoju prijašnju procjenu Jane, pa je sada pisao o njezinoj kreposti i inteligenciji, a poslije će pohvaliti njezinu diskreciju kada se radilo o vjerskim i političkim pitanjima, držeći se izrazito dostojanstveno. 
Kasnije je Chapuys kraljevskom paru organizirao predstavu. 

## Odnosom s Marijom Tudor
Nakon Katarinine smrti, Chapuys je nastavio prijateljevati s njezinom kćeri Marijom. Neko je vrijeme čak strahovao za njezin život pod utjecajem Ane Boleyn. Nakon njezinog pogubljenja, Chapuys je radio na pomirenju Henrika i Marije kako bi ju vratio u nasljedni red. Nadu za to je polagao i u novoj kraljici, Jane Seymour.
Chapuys ju je uvjeravao da se pokori očevim zahtjevima, a to je bilo nešto što je mladoj Mariji bilo teško podnijeti. Nakon toga joj je u ime cara obećao papinski oprost ako je prisile da potpiše članke o Zakonu o nasljeđivanju i kraljevu autoritetu nad Crkvom. Međutim, Marija je od oca naslijedila tvrdoglavost.
U konačnici, osokoljena Chapuysevim uvjeravanjima da će je papa razriješiti od bilo kakve odgovornosti za ono što je morala učiniti pod prisilom, priznala je da je njezin otac neosporni poglavar Anglikanske crkve i da je njegov brak s njezinom majkom "prema Božjim i ljudskim zakonima incestuozan i nezakonit". Chapuys je smatrao da je učinila najbolje što je mogla i veselo uvjeravao cara da je Mariji olakšao savjest.
Jane je ubrzo organizirala susret između Henrika i Marije. Chapuys je bio sretan što može izvijestiti Karla V. o velikom napretku koji se dogodio Mariji. Imala je više slobode nego ikada prije i sada su je posluživali s velikim poštovanjem. Čak je objavljeno da je prema položaju druga dama na dvoru, odmah do kraljice Jane.